# ۱۷۳۴ (میلادی)
۱۷۳۴ (میلادی) هزار و هفتصد و سی و چهارمین سال تقویم میلادی است.

## درگذشتگان
- ۲۴ مه – جرج ارنست استال، شیمی‌دان آلمانی (ز. ۱۶۶۰)